# Comala (Gade)
Comala is een compositie van Niels Gade.
Het is een romantische cantate voor solisten, koor en orkest. De tekst werd volgens overlevering geleverd door Julius Klengel. Comala is het tweede werk van de Deense componist, waarin hij teruggrijpt op Ossian van James Macpherson uit rond 1760. Het eerste werk Efterklange af Ossian had in Leipzig groot succes. Ook de Symfonie nr. 1 haalde daar successen. Duitsland kwam echter in de ban van de werken van Richard Wagner en met name (toen) Tannhäuser. Wellicht dat Gade dacht, ik ga ook een werk schrijven met zang en orkest. Het resultaat was Comala. Comala is de dochter van Sarno, de geliefde van Fingal, vader van Ossian. Het uur durend stuk kon in de begintijden op redelijke waardering rekenen, in Duitsland zag men de muziek van Gade wel zitten. Robert Schumann echter vond in tegenstelling tot Felix Mendelssohn Bartholdy de muziek te noords klinken. Na de première op 23 maart 1846 in Leipzig moesten de Denen nog twee jaar wachten voordat Comala in Kopenhagen te horen was. Daarna werd het stil rond het werk, dat ooit als klassieker binnen de klassieke muziek werd bestempeld. In 1855 volgde publicatie via Breitkopf und Härtel met latere edities in de Verenigde Staten en het Verenigd Koninkrijk. Deze expansie kwam tot een halt, want na die tijd liep de populariteit vlug terug. Net als zovele composities van Gade belandde het op de plank. In het kader van de festiviteiten rond Gades 150e geboortedag (1967) werd het weer uitgevoerd. De eerstvolgende uitvoeringen vonden plaats in september 1993, vlak voor de opnamen van de hieronder genoemde compact disc.
Alhoewel het werk achterelkaar doorgespeeld wordt, zijn secties aangegeven:
1. Einleitung
2. Chor der Krieger und Barden
3. Andante
4. Chor der Krieger
5. Andante
6. Ballade
7. Moderato
8. Chor des Geister
9. Andante
10. Chor der Krieger
11. Andante con moto
12. Andantino
13. Chor der Barden und Jungfrauen

Gade schreef het werk voor:
- sopraan, mezzosopraan, alt, bariton
- gemengd koor
- 2 dwarsfluiten, 2 hobo’s, 2 klarinetten, 2 fagotten
- 4 hoorns, 2 trompetten, 3 trombones, 1 tuba
- pauken,  bekkens
- violen, altviolen, celli, contrabassen

## Discografie
- Uitgave Kontrapunkt: Anne Margrethe Dahl (s), Elisabeth Halling (ms), Hitomi Katagiri (a) en Johannes Mannov (b), Canzone koor, Symfonieorkest van Zuid-Jutland o.l.v. Frans Ramussen, een opname van 17 en 18 september 1993.